# Kjoko Kurodaová
Kjoko Kurodaová (japonsky 黒田 今日子, * 8. května 1969) je bývalá japonská fotbalistka.

## Reprezentační kariéra
Za japonskou reprezentaci v letech 1989 až 1994 odehrála 21 reprezentačních utkání. Byla členkou japonské reprezentace i na Mistrovství světa ve fotbale žen 1991.

## Statistiky
| Japonsko | Japonsko | Japonsko |
| Roky     | Záp.     | Góly     |
| -------- | -------- | -------- |
| 1989     | 4        | 6        |
| 1990     | 2        | 1        |
| 1991     | 11       | 0        |
| 1992     | 0        | 0        |
| 1993     | 0        | 0        |
| 1994     | 4        | 0        |
| Celkem   | 21       | 7        |

## Úspěchy

### Reprezentační
- Mistrovství Asie:  1991;  1989